# Fabio Trentini
Fabio Trentini (Rome, 17 december 1968), basgitarist en producer van onder andere de progressieve-rockband Moonbound. 
Trentini’s carrière begon in 1984 toen hij meespeelde in tal van plaatselijke bandjes. In 1991 verhuisde hij naar Göttingen in Duitsland en begon de band Iceman. In 1994 raakte hij als producer betrokken bij Guano Apes. Later speelde hij nog bij Kikesoma. In 1999 zat Trentini opnieuw achter de knoppen bij het tweede muziekalbum van Guano Apes. Verder speelde hij bij diverse projecten. Vervolgens passeren Donots (punk), Paddy Kelly, Superfly 69 en Live after weekend (Law) en de Kelly Family met album La Patata. In 2004 stapte hij in H-Blocks en Tamato, een soloproject naast Guano Apes.
In 2007 speelde Trentini mee met Dada Ante Portas uit Zwitserland en Subway to Sally. Ondertussen werkte hij aan zijn eigen album, dat verscheen onder de naam Moonbound.

## Discografie
- 2008: Confession and Release